# Salix appendiculata
Espèce
Classification APG III (2009)
Salix appendiculata, le saule appendiculé ou encore le saule à grandes feuilles, est une espèce de plantes à fleurs de la famille des Salicaceae. C'est un saule que l'on trouve en France, Italie, Europe de l'Est, Europe centrale et dans les Balkans. 

## Synonymie
- Salix grandifolia (Ser.)[1].

## Description

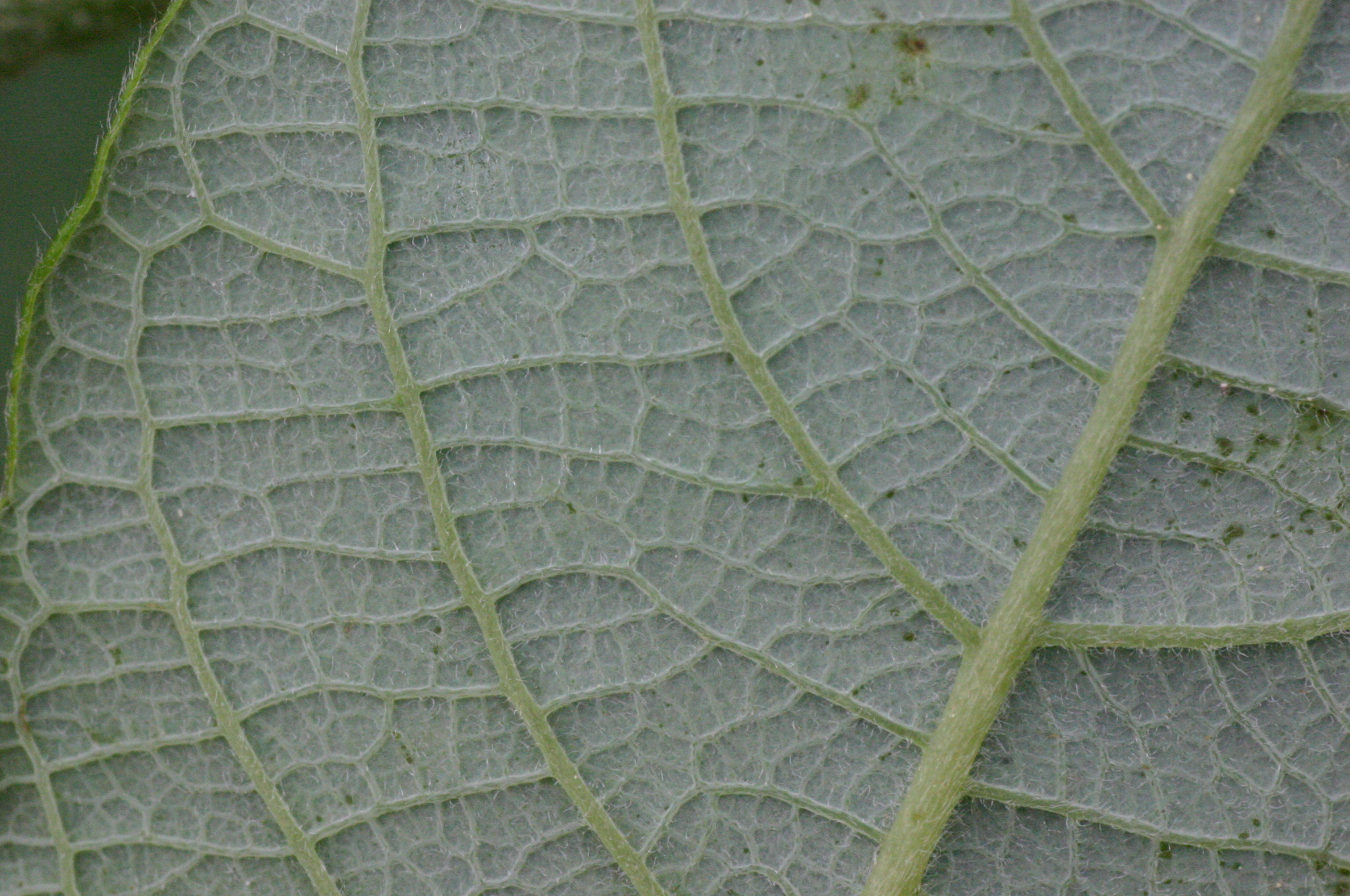
Dessous de feuille.

L'arbuste mesure de 2 à 6 m de haut et présente une couronne arrondie. Les branches sont gris vert, brun foncé ou brun rouge, 
Le pétiole fait 1 cm de long pour un limbe allant de 4 à 18 cm en longueur et de 3 à 5 cm de large.
Les fleurs sont des chatons de 2 à 3 cm de long qui fleurissent d'avril à mai, en même temps que la pousse des feuilles.
Chromosomes : 2n = 38.

## Habitat
L'espèce pousse jusqu'à 1 900 m d'altitude,.